# Back in Black (album de Whodini)
Pour les articles homonymes, voir Back in Black (homonymie).
Albums de Whodini
Escape
(1984) Open Sesame
(1987)
Singles
1. Funky Beat
Sortie : 1986
2. Growing Up
Sortie : 1986
3. One Love
Sortie : 1986

Back in Black est le troisième album studio de Whodini, sorti le 25 octobre 1986.
Il s'est classé 4e au Top R&B/Hip-Hop Albums et 35e au Billboard 200 et a été certifié disque d'or par la Recording Industry Association of America (RIAA) le 23 juin 1986.

## Liste des titres
Tous les titres sont produits par Larry Smith, à l'exception de Last Night (I Had a Long Talk With Myself), coproduit par Bryan « Chuck » New et Whodini.
| No  | Titre                                      | Contient un (des) sample(s) de                                       | Durée |
| --- | ------------------------------------------ | -------------------------------------------------------------------- | ----- |
| 1.  | Funky Beat                                 | Different Strokes de Syl Johnson                                     | 5:05  |
| 2.  | One Love (featuring Ron Gray)              |                                                                      | 5:35  |
| 3.  | Growing Up                                 |                                                                      | 5:15  |
| 4.  | I'm a Ho                                   |                                                                      | 4:08  |
| 5.  | How Dare You                               | Sonate n° 2 pour piano en si bémol mineur, op. 35 de Frédéric Chopin | 6:49  |
| 6.  | Fugitive                                   |                                                                      | 6:10  |
| 7.  | Echo Scratch                               |                                                                      | 5:22  |
| 8.  | Last Night (I Had a Long Talk With Myself) |                                                                      | 5:32  |
| 9.  | The Good Part                              |                                                                      | 4:11  |
| 10. | The Whodini Mega Mix                       |                                                                      | 7:17  |